# Çobanoğulları
Les Çobanoğulları parfois écrit Chobanogullari forment une petite dynastie beylicale qui a régné sur Kastamonu et sa région de 1225 environ, jusqu’en 1291 où ils sont supplantés par les Candaroğulları.

## Histoire

### Hüsameddin Çoban
Hüsameddin Çoban est semble-t-il issu de la tribu oghouze des Kayı qui demeura un temps à Ahlat près de Van puis passa dans la région d’Erzincan. Çoban se met au service du sultan seldjoukide de Roum `Izz al-Dîn Kay Kâwus Ier puis de son fils `Alâ' al-Dîn Kay Qubadh Ier. Auparavant, Çoban avait mené des incursions dans le Nord de l’Anatolie qui ont permis l’extension du territoire des Seldjoukides aux dépens des Byzantins et de l’empire de Trébizonde. Çoban devient gouverneur de Kastamonu vers 1211. Il est chargé de mener une expédition contre la Crimée (1225 ou 1227). Cette expédition est victorieuse et pour le remercier de ce succès il se voit attribuer Kastamonu comme fief.
En 1230, lors de la bataille de Yassı Çemen, entre le sultan seldjoukide Kay Qubadh Ier et le dernier chah du Khwarezm (Khwârazm-Shahs) Celaleddin Harzem-Şah, la tribu des Kayı prit place dans les rangs de l’armée seldjoukide.

### Les successeurs
Après la mort Hüsameddin Çoban, son fils Alp Yürek lui succède. Le 26 juin 1243, la défaite du sultan de Roum Kay Khusraw II et de ses alliés à la Bataille de Köse Dağ) contre et le général mongol Baïdju, marque début de la décomposition du sultanat de Roum. Le sultanat devient vassal des Ilkhanides. Çoban se trouve mêlé aux querelles qui opposent les fils de Kay Khusraw II. Il prend le parti de Kılıç Arslan IV qui parvient à réunifier le sultanat sous son autorité mais reste le vassal des Mongols (1261).
En 1284, Muzafferüddin Yavlak Arslan succède à son père Alp Yürek. Il est toujours vassal des Seldjoukides et des Ilkhanides. L’Ilkhanide Ghaykhatou envoie une armée mongole et seldjoukide, commandée par Masud II et le vizir Necmeddin contre Kastamonu. Yavlak Arslan meurt au cours de cette guerre (1292) . Masud II confie la région de Kastamonu à Şemseddin Demir Yaman Candar bien que celle-ci soit sous le contrôle des Çobanoğulları dont il devient le suzerain (1291).
Nasıreddin Mahmud  succède à son père malgré Yaman Candar (1292). En 1298, le sultan Masud II se rend à Tabriz, la capitale des Mongols, pour y demander de l'aide afin de reprendre le contrôle des Turkmènes qui continuent à s'installer en Anatolie. Masud est destitué, semble-t-il victime de la vengeance d'un de ses émirs dont il a fait tuer le père. Masud retrouve son titre de sultan de Roum 1303. En 1304, l'Ilkhan Muhammed Kharbenach Oldjeïtou succède à son frère Ghazan Mahmud. À la mort de Masud II le sultanat de Roum disparaît complètement (1307). Nasıreddin Mahmud finit par imposer son autorité sur Kastamonu au cours d’un raid armé mené par son fils Şücaeddin Süleyman en 1309.

## La dynastie

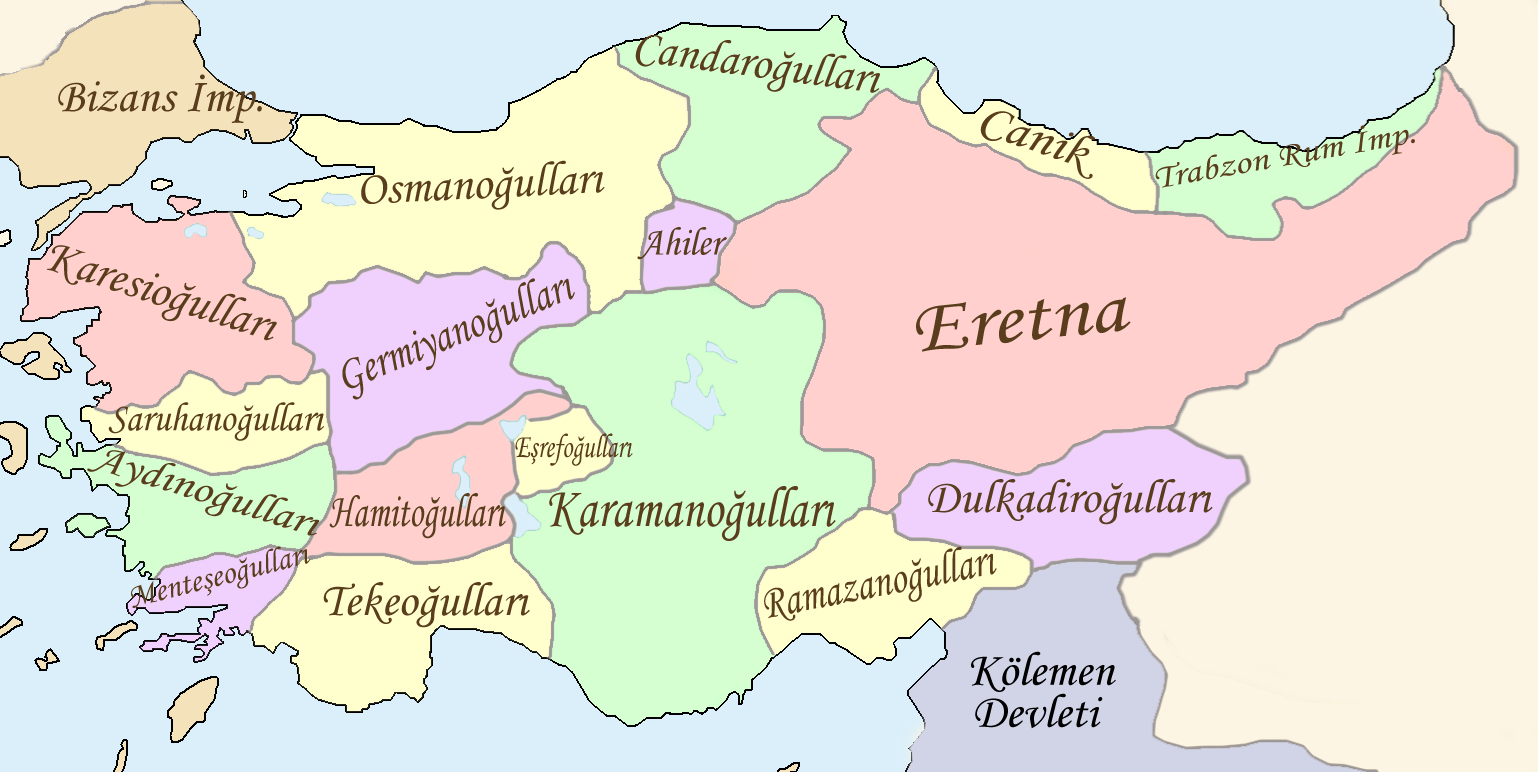
Carte des beylicats d’Anatolie formés après la Bataille de Köse Dağ (26 juin 1243).

| 1227- ?   | Husâm al-Dîn Choban                              | Hüsameddin Çoban                                 |                                                  | Eponyme et fondateur du beylicat à Kastamonu.    |
| ? -1284   | Alp Yürek                                        | Alp Yürek                                        | Çoban                                            |                                                  |
| 1284-1292 | Muzaffar al-Dîn Yavlak Arslan                    | Muzafferüddin Yavlak Arslan                      | Alp Yürek                                        |                                                  |
| 1292-1320 | Nâsir al-Dîn Mahmûd                              | Nasıreddin Mahmud                                | Yavlak Arslan                                    |                                                  |
| 1320      | Annexion au beylicat de Candar (Candaroğulları). | Annexion au beylicat de Candar (Candaroğulları). | Annexion au beylicat de Candar (Candaroğulları). | Annexion au beylicat de Candar (Candaroğulları). |